# Puya weberiana
Espèce
Synonymes
- Puya flora Speg.[1]

Puya weberiana est une espèce de plantes de la famille des Bromeliaceae, endémique d'Argentine (Salta et Tucumán).
Cette espèce a été décrite pour la première fois par E.Morren ex Mez en 1896,.